# Sobrado (Valongo)
Sobrado ist ein Ort und eine ehemalige Gemeinde (Freguesia) im Norden Portugals.
Sobrado gehört zum Kreis Valongo im Distrikt Porto. Die Gemeinde hatte eine Fläche von 21,3 km² und 6726 Einwohner (Stand 30. Juni 2011). Der Ort wurde am 19. April 2001 zur Vila (dt. Kleinstadt) erhoben.
Am 29. September 2013 wurden die Gemeinden Sobrado und Campo zur neuen Gemeinde União das Freguesias de Campo e Sobrado zusammengeschlossen.